# N'Guigmi
N'Guigmi este un oraș în partea estică a statului Niger.
Orașul era situat pe malul lacului Ciad, până acesta s-a retras către sud.

N'Guigmi joacă un rol important în comerțul cu sare.